# Михалок (район Вранов-над-Топлёу)
Михалок (словац. Michalok) — село и одноимённая община в округе Вранов-над-Топлёу Прешовского края Словакии.

## История
Впервые упоминается в 1363 году.
В селе есть римо-католический костел с начала 18 века в стиле барокко.

## Население
| Год:                | 1994 | 2004    | 2014    | 2024    |
| ------------------- | ---- | ------- | ------- | ------- |
| Количество человек: | 352  | 336     | 306     | 278     |
| Разница:            |      | −4,54 % | −8,92 % | −9,15 % |

Национальный состав населения (по данным последней переписи населения 2001 года):
- словаки — 99,71 %,
- чехи — 0,29 %.

Состав населения по принадлежности к религии состоянию на 2001 год:
- римо-католики — 62,28 %,
- протестанты — 34,80 %,
- греко-католики — 2,92 %.